# San Antonio Palopó
San Antonio Palopó est une ville du Guatemala dans le département de Sololá.
Elle s'étend sur une portion de la rive est du Lac Atitlán.